# Walputbeek-Dendermeersen
Walputbeek-Dendermeersen is een natuurgebied in de Vlaams-Brabantse gemeente Roosdaal en de Oost-Vlaamse gemeente Ninove. Het ligt op het grondgebied van Pamel en van Meerbeke.
Het natuurgebied ligt op de rechteroever van de Dender, tegenover de stad Ninove, en meet enkele tientallen hectares. Het bestaat uit graslanden met knotwilgen en een bosgebied. Men vindt er goudveil, bosanemoon, slanke sleutelbloem, vogelmelk en daslook.
Tal van watervogelsoorten komen er voor, zoals wintertaling, watersnip, slobeend, kuifeend, oeverloper en witgatje. Tot de broedvogels behoren: torenvalk, boomvalk, buizerd, sperwer, slechtvalk, grote gele kwikstaart, bosrietzanger, grasmus, spotvogel, kleine karekiet en wielewaal.